# Furiak bezkciukowy
Furiak bezkciukowy, dymnica okopcona (Furipterus horrens) – gatunek ssaka z rodziny furiakowatych (Furipteridae).

## Taksonomia
Gatunek po raz pierwszy zgodnie z zasadami nazewnictwa binominalnego nazwał w 1828 roku francuski zoolog Frédéric Cuvier nadając mu nazwę Furia horrens. Holotyp pochodził z La Many, w Gujanie Francuskiej. Jedyny przedstawiciel rodzaju furiak (Furipterus) który nazwał w 1837 roku francuski zoolog Karol Lucjan Bonaparte.
W odniesieniu do badań nad kodowaniem DNA, F. horrens wykazał 2,5% średnią wewnątrzgatunkową rozbieżność sekwencji, co może reprezentować ukryty gatunek, a nie odrębne mitochondrialne linie lub filogrupy. Autorzy Illustrated Checklist of the Mammals of the World uznają ten gatunek za monotypowy.

### Etymologia
- Furia: łac. furia „furia, wściekłość”, od furo „być wściekłym”[13].
- Furipterus: rodzaj Furia F. Cuvier, 1828; -πτερος -pteros „-skrzydły”, od πτερον pteron „skrzydło”[13].
- Furiella: rodzaj Furia F. Cuvier, 1828; łac. przyrostek zdrabniający -ella[13].
- horrens: łac. horrens, horrentis „szczeciniasty, szorstki”[14].

## Zasięg występowania
Furiak bezkciukowy występuje w południowej Ameryce Środkowej i północnej Ameryce Południowej od południowo-zachodniej Nikaragui (Refugio Bartola), na południe przez Kostarykę i Panamę do Kolumbii, Wenezueli, Gujanie, Brazylii, wschodniego Ekwadoru, wschodniego Peru i północnej Boliwii; także na Trynidadzie.

## Morfologia
Długość ciała (bez ogona) samic 33–36 mm, samców około 34–41 mm, długość ogona samic 21–38 mm, samców 20–28 mm, długość tylnej stopy samic 7–9 mm, samców 7–8 mm, długość przedramienia samic 36,5–38,5 mm, samców 35–37 mm; masa ciała samic 3,2–4,2 g, samców 3,1–3,6 g. Szczególną cechą tego nietoperza jest wysokie czoło; pyszczek i czoło tworzą niemal kąt prosty. Wzór zębowy: I {\displaystyle {\tfrac {2}{3}}} C {\displaystyle {\tfrac {1}{1}}} P {\displaystyle {\tfrac {2}{3}}} M {\displaystyle {\tfrac {3}{3}}} = 36. Kariotyp wynosi 2n = 34 i FN = 62.

## Tryb życia
W przeciwieństwie do innych nietoperzy, furiak bezkciukowy i jej pokrewny gatunek dymnica motylowa (Amorphochilus schnablii) nie mają kciuków, więc zanim wyląduje ona na stropie jaskini lub podziemnego korytarza musi zawisnąć w powietrzu, zrobić przewrót, by móc chwycić się podpory stopami. O biologii dymnicy okopconej prawie nic nie wiadomo, ponieważ mało naukowców prowadziło nad nimi badania. Stwierdzono jednak, że żywią się owadami. Nie wiadomo również w jaki sposób udaje im się uniknąć konkurencji innych owadożernych nietoperzy żyjących w obrębie ich areału występowania.